# Interleukin 17A
Interleukin 17 (IL-17) je protein kódovaný genem IL17A a jeho exprese byla poprvé objevena roku 1993 u hlodavců. Lidský IL17A je lokalizován na 6. chromosomu. Jedná se o prozánětlivý cytokin produkovaný Th17 buňkami, což je speciální populace pomocných T-lymfocytů. Kromě Th17 buněk však může být produkován i dalšími buněčnými typy, jako jsou například cytotoxické T lymfocyty, NK buňky, iNKT buňky, ILC3 a γδ T lymfocyty. IL-17 je spojený s řadou chronických nebo autoimunitních onemocnění, mezi která patří psoriáza, revmatoidní artritida, astma a další.

## Rodina IL-17
IL-17A je zakládajícím členem rodiny IL-17, do které patří ještě 5 dalších prozánětlivých cytokinů: IL-17B, IL-17C, IL-17D, IL-17E (též označován jako IL-25) a IL-17F. Tyto cytokiny mezi sebou sdílí rozdílný stupeň sekvenční homologie a zároveň se liší svou funkcí. IL-17A a IL-17F jsou si ze všech členů rodiny nejvíce příbuzní a sekvenčně i funkčně se liší od zbylých členů IL-17B až IL-17E. IL-17 cytokiny se vážou a jsou rozpoznávány speciální rodinou IL-17 receptorů. IL-17A i IL-17F se vážou na receptor složený z podjednotek IL-17RA a IL-17RC, IL-17B a IL-17E se vážou na receptor složený z IL-17RA a IL-17RB, a IL-17C se váže na receptor IL-17RA/IL-17RE. Cytokin IL-17D zatím nemá známý receptor.
Exprese IL-17B a IL-17C byla pozorována v celé řadě tkání. IL-17B je exprimován např. buňkami slinivky, tenkého střeva nebo žaludku. IL-17C je produkován především infikovanými nebo jinak poškozenými epiteliálními buňkami. IL-17B i IL-17C dokážou stimulovat jiné buněčné typy k produkci dalších prozánětlivých cytokinů, jako je např. TNF-α nebo IL-1β.
IL-17D je produkován nádorovými buňkami. Produkce IL-17D vede k následné produkci chemokinů umožňující infiltraci NK buněk, jejichž biologická aktivita napomáhá potlačení růstu a expanzi nádorů.
IL-17E (IL-25) je sekvenčně nejodlišnější člen rodiny IL-17. Biologická aktivita IL-17E napomáhá Th2 imunitní odpovědi a vede k produkci cytokinů jako IL-4, IL-5, IL-13. Jeho nadbytečná exprese však též vede k produkci IgE, jehož vyšší hladiny mají za následek vznik alergií.

## Struktura
IL-17A je sekretován aktivovanými Th17 buňkami ve formě homodimeru skládající se ze 2 IL-17A podjednotek či ve formě heterodimeru s IL-17F (IL-17A/IL-17F) a obě tyto formy jsou biologicky aktivní.
Cytokiny z rodiny IL-17 sdílí vzájemně stejnou proteinovou strukturu a zároveň se sekvenčně i strukturně liší od všech ostatních známých cytokinových rodin. Hlavní rozdíl oproti ostatním cytokinovým rodinám spočívá v odlišném počtu cysteinových zbytků tvořící vyšší strukturální motiv zvaný cysteinový knot (z anglického "cystine knot fold"). Cysteinový knot se skládá ze dvou párů β-skládaných listů vzájemně propojených 3 disulfidickými vazbami, které jsou zprostředkovány 6 cysteinovými zbytky. U IL-17 cytokinů jsou však přítomny pouze čtyři cysteinové zbytky, které tak vzájemně tvoří pouze 2 disulfidické vazby a dochází k rozdílnému propojení párů β-skládaných listů, což odlišuje IL-17 cytokiny od všech ostatních cytokinových rodin.

## Funkce
Důležitou rolí IL-17 je prozánětlivá a antimikrobiální odpověď proti patogenům. IL-17 hraje v organismu důležitou roli především při obraně proti infekcím způsobeným extracelulárními bakteriemi, plísněmi nebo kvasinkami.
IL-17 (IL-17A) je produkovaný aktivovanými T buňkami. Po vazbě na svůj receptor IL-17RA/IL-17RC dochází ke spuštění řady signálních drah. Příkladem je regulace aktivity transkripčního faktoru NF-ĸB nebo MAP kináz. Aktivace těchto signálních drah vede k produkci řady prozánětlivých cytokinů (jako např. TNF-α), růstových faktorů (G-CSF),chemokinů a antimikrobiálních produktů, jako jsou defensiny nebo muciny. Dále může stimulovat zvýšenou produkci NO a navýšení exprese cykolooxygenázy-2, IL-6 a IL-8. IL-17 stimuluje v organismu silnou prozánětlivou odpověď a aktivaci a infiltraci neutrofilů a dalších buněk imunitního systému do místa zánětu.

## Klinický význam
Zvýšená hladina a nadbytečná aktivita IL-17 je spojena s mnoha patologiemi, jako je například psoriáza, revmatoidní artritida, ale také degenerativní onemocnění sítnice. Tato onemocnění se v dnešní době léčí především pomocí různých inhibitorů nebo monoklonálních protilátek IgG typu. Příkladem těchto protilátek je secukinumab či ixekizumab blokující aktivitu IL-17, jejichž použití je však zatím omezeno pouze na léčbu psoriázy.

### Psoriáza
Psoriáza je chronické zánětlivé onemocnění kůže, které postihuje přibližně 2% populace. Důležitou roli v rozvoji tohoto nemocnění hrají Th1 buňky, ale také Th17 a Th22 buněčná populace.
U pacientů s psoriázou byly pozorovány především zvýšené hladiny IL-17A a IL-17F a IL-17E (IL-17E zvýšený v keratinocyech). Dalšími cytokiny, jejichž zvýšená exprese byla pozorována u psoriázy, jsou kromě rodiny IL-17 také například IL-23, IL-22, IL-1β a INF-γ.

### Revmatoidní artritida
Revmatoidní artritida je chronické autoimunitní onemocnění, spojené především s Th1 buněčnou odpovědí. Velkou roli v rozvoji hraje i Th17 populace, produkující IL-17A, IL-17F, IL-21 a TNF-α. Během onemocnění je u pacientů pozorována snížená funkce regulačních T buněk (Treg).

### IBD
Mezi IBD (Inflammatory bowel diseases) patří například Crohnova choroba nebo ulcerózní kolitida. Jedná se o chronická zánětlivá onemocnění v oblasti trávicího traktu. Důležitou roli v rozvoji IBD hraje IL-23, který následně vede k produkci IL-17 Th17 buňkami. U pacientů byla také zaznamenána v periferní krví produkce IL-17 Tγδ buněčnou populací.

### Onemocnění sítnice
Přítomnost IL-17 byla také prokázána u řady degenerativních onemocnění sítnice spojených s neovaskularizací, jako je například proliferativní diabetická retinopatie, retinitis pigmentosa a věkem podmíněná makulární degenerace.